# Crab (unità di misura)
Il crab è un'unità di misura standard utilizzata nell'astrofotometria relativa all'intensità (ossia la densità di flusso elettromagnetico) delle sorgenti astronomiche di raggi X.

## Descrizione
Un crab è definito come l'intensità della nebulosa del Granchio (in inglese: Crab Nebula) alla corrispondente energia del fotone X e quindi come il rapporto, in un intervallo definito di energia, fra il flusso misurato dalla sorgente in oggetto e quello misurato dalla nebulosa del Granchio; un flusso uguale a quello della nebulosa del Granchio viene indicato come 1 crab.
La nebulosa del Granchio, così come la pulsar del Granchio situata al centro di essa, è un'intensa sorgente di raggi X spaziale. Essa è utilizzata come candela standard nella procedura di calibrazione dei rivelatori di raggi X usati nell'astronomia a raggi X e situati nello spazio. Tuttavia, a causa del fatto che l'intensità della nebulosa del Granchio varia a seconda delle energie dei raggi X considerate, anche la conversione da crab ad altre unità di misura dipende da questo intervallo di energia.
All'interno dell'intervallo di energia dei fotoni X che va da 2 a 10 keV, un crab equivale a 
2,4×10−11 W·m-2, nel Sistema Internazionale, a 2,4×10−8 erg·cm-2·s-1, nel sistema CGS, e quindi a 15 keV·cm−2·s−1. Per energie maggiori a ~30 keV, la nebulosa del Granchio diventa inutilizzabile per le calibrazioni, poiché il suo flusso non può essere più essere caratterizzato con un unico modello coerente.
Pur essendo un'unità di misura piuttosto deprecata, a causa dell'inaccuratezza data dal fatto che essa confronta emissioni di sorgenti che nella quasi totalità dei casi hanno spettri (distribuzione differenziale dei fotoni rispetto all'energia) differenti, essa è comunque adottata di frequente a causa della semplicità e della praticità del suo utilizzo.
Molto spesso, al posto del crab viene utilizzato un suo sottomultiplo, il millicrab, solitamente abbreviato come "mCrab".